# Dyskusyjny klub filmowy „Kino-oko”
Dyskusyjny klub filmowy „Kino-oko” – zrzeszenie miłośników sztuki filmowej istniejące w Katowicach od 1961 roku do końca lat 80. XX wieku.

## Historia
DKF założony w Katowicach wiosną 1961 roku przez Antoniego Halora, wówczas studenta katowickiej ASP, wraz z grupą kolegów. Nazwa klubu pochodziła od nazwy grupy założonej w latach dwudziestych, przez jednego z najwybitniejszych dokumentalistów w dziejach kina Dzigę Wiertowa. Klub działał początkowo przy Zarządzie Wojewódzkim Towarzystwa Przyjaźni Polsko-Radzieckiej, a ponieważ większość członków stanowili studenci, drugim patronem klubu została Rada Okręgowa Zrzeszenia Studentów Polskich. Mieścił się w Katowicach w Pałacu Goldsteinów przy Placu Wolności 12a. Projekcje odbywały się w czwartkowe wieczory w sali działającego w pałacu kina „Przyjaźń”, a dyskusje po filmie od 1973 roku, kiedy w wyremontowanych piwnicach pałacu ulokował się studencki klub Puls, miały miejsce w tym miejscu.
Od początku praca klubu była nastawiona na popularyzację wiedzy o filmie, pierwszy cykl nosił tytuł „Środki wyrazu sztuki filmowej”. Prelekcje i pokazy poświęcone były przede wszystkim początkom filmu oraz historii filmu niemego. Jednym z ciekawszych wydarzeń tego okresu był, zorganizowany dla członków ZPAP, architektów i studentów szkół artystycznych, pokaz filmu Henriego-Georges’a Clouzota „Tajemnice Picassa”. Klub nawiązał stały kontakt ze Studiem Filmów Rysunkowych w Bielsku-Białej. Między innymi pokazano, nagrodzony później na festiwalu w Krakowie, film Władysława Nehrebeckiego „Za borem, za lasem”.
W roku 1966, w związku z wyjazdem Halora na studia w Szkole Filmowej w Łodzi, prezesem klubu został Henryk Waniek. W tym okresie Rada klubu wiele uwagi poświęcała filmowi animowanemu i filmowi o sztuce; korzystano z zasobów filmowych ambasad (Francja, Holandia, Kanada, USA). Kolejnym prezesem klubu został dziennikarz Leszek Faber. Od czerwca 1971 roku do marca 1972 w działalności DKF nastąpiła przerwa. W marcu 1972 roku grupa studentów Uniwersytetu Śląskiego z Janem Lewandowskim i Andrzejem Jurą na czele reaktywowała działalność klubu. W połowie lat siedemdziesiątych ukształtował się zarząd klubu, w którym działali między innymi Edward Kabiesz, Piotr Fuglewicz i Grzegorz Grzegorek, który po ukończeniu przez Lewandowskiego studiów, został w 1978 roku prezesem klubu i pełnił tę funkcję do 1980 roku.
Zgodnie z nazwą w odnowionym klubie były organizowane coroczne seminaria na temat kina rosyjskiego i radzieckiego. Pierwsze poświęcono twórczości Eisensteina, kolejne kinu litewskiemu, komediom Gajdaja, nurtowi obyczajowemu kina niemego, wreszcie tematowi tradycji i folkloru w radzieckim kinie poetyckim. Odbywały się seminaria i przeglądy polskiego kina: Andrzeja Munka, Marka Piwowskiego, dorobku Zespołu „Silesia” oraz rodzimego filmu kryminalnego. Cennego materiału porównawczego dostarczył przegląd czterech ekranizacji szekspirowskiego „Makbeta”: Orsona Wellesa, Akiry Kurosawy, Romana Polańskiego i Georga Schaefera.
Rok 1976 był rokiem piętnastolecia klubu, jubileusz przyniósł trzy duże imprezy: seminarium „Niedokończone rozmowy” poświęcone twórczości literackiej i filmowej Wasilija Szukszyna z wykładem Andrzeja Drawicza „Twórczość Szukszyna na tle współczesnej literatury radzieckiej”. Drugą był przegląd filmów Kazimierza Kutza, w ciągu pięciu dni wyświetlono wszystkie filmy tego reżysera. O twórczości Kutza oraz pracy z nim mówili między innymi: Marian Brandys, Ryszard Kłyś, Wojciech Kilar. Ostatnią imprezą był przegląd pod nazwą „Nowe kino szwedzkie” zorganizowany przy pomocy Ambasady Szwecji w Warszawie i Instytutu Filmowego w Sztokholmie, na którym Andrzej Werner mówił na temat kina szwedzkiego, a Witold Leszczyński przedstawił swój film „Życie po szwedzku”.
Warto zwrócić uwagę, że wielu prelegentów spotkań klubowych jak na przykład Brandys, Werner czy Drawicz było w owym czasie jawnie związanych z opozycją demokratyczną, a patronem klubu był nominalnie socjalistyczny SZSP, nadzór polityczny nie był już wtedy zbyt skuteczny. Sensacją była prezentacja „Wszystkich ludzi prezydenta” Alana J. Pakuli (3 lutego 1977) i „Lotu nad kukułczym gniazdem” Miloša Formana (29 kwietnia 1977), filmów z powodów politycznych niezakupionych na polskie ekrany, kopie dostarczyła Ambasada Amerykańska. Wydarzenie zainteresowało Służbę Bezpieczeństwa, złożyła ona nawet w związku z tym Lewandowskiemu propozycję współpracy, którą ten odrzucił. W roku 1977 DKF „Kino-oko” zorganizował przegląd filmów Krzysztofa Kieślowskiego, głównie półkowników. Pokazano wówczas „Murarza”, „Robotników 71” i „Spokój”. Dyskusja z udziałem reżysera trwała do późnej nocy, jej ślad można znaleźć w firmie „Amator”, gdzie spotkanie Filipa Mosza z autorytetami kina odbywa się w Katowicach, w kinie Przyjaźń siedzibie Kino-oka.
W roku 1982 SZSP zostało rozwiązane, reaktywowało się ZSP, a Klub w połowie lat 80. przeniósł się do Klubu Filmowca Śląskiego Towarzystwa Filmowego w Katowicach przy ulicy Szafranka 9 (budynek Muzeum Historii Katowic), gdzie działał do końca lat osiemdziesiątych.